# Françoise Verchère
Pour les articles homonymes, voir Verchère.
Françoise Verchère est une femme politique française née le 23 décembre 1955 à Longwy, en Meurthe-et-Moselle. Élue de gauche, figure de l'opposition au Projet d'aéroport du Grand Ouest, elle est aussi autrice de livres dans lesquels elle rend compte de son expérience d'élue locale.

## Biographie

### Origines et formation
Françoise Verchère naît en 1955 à Longwy en Meurthe-et-Moselle. Sa mère y est institutrice et son père, contremaître dans une aciérie du groupe Usinor alors en pleine expansion,. Après une classe préparatoire à Nancy, elle entre à l’ENS. Elle en sort en 1975 après avoir réussi le concours de l’agrégation de lettres classiques.
Pendant sa carrière à l’Éducation nationale, Françoise Verchère enseigne en collège, en lycée mais aussi en classes préparatoires. Ses affectations la mènent en premier lieu en Normandie, puis dans les Pays de la Loire. Elle s’installe à Bouguenais, commune sur laquelle est implantée l’aéroport Nantes-Atlantique et où l’on trouve depuis les années 1920 un important pôle d’industrie aéronautique.

### Engagement en politique locale
Sur le plan politique, elle s’engage aux côtés du Parti Socialiste au tout début des années 80, soutenant la candidature de François Mitterrand. Cet engagement s’accompagne toutefois d’une désillusion vis-à-vis de l’élite politique : « J’ai été très marquée par la trahison de la gauche vis-à-vis de la classe ouvrière et les dégâts humains qu’elle a causés. Il leur disait qu’il ne les lâcherait pas. Et Longwy a été démonté. Ce fut d’une violence extrême ».
À Bouguenais, elle devient en 1983 conseillère municipale auprès du maire François Autain. A l’époque, celui-ci est aussi sénateur après avoir été, quelques années auparavant, secrétaire d’état et député. De 1983 à 1989, elle sera adjointe à l'information et à la culture puis, de 1989 à 1993, première adjointe chargée de la culture.
Deux ans avant la fin de son mandat, François Autain propose qu’elle lui succède. Elle devient maire de Bouguenais le 15 avril 1993, puis conseillère générale pour le canton de Rezé l’année suivante. Les élections municipales de 1995 la portent à nouveau à la tête de la mairie bouguenaisienne. Par la suite, elle est plusieurs fois reconduite dans ses mandats : en tant que maire jusqu’en 2008, en tant que conseillère générale jusqu’en 2015.

### Rupture avec le PS
Elle prend la décision de quitter le PS en 2005, après les résultats du référendum francais établissant une constitution pour l'Europe :« cela me mettait mal à l’aise de rester dans un parti en faveur du « oui » tout en militant pour le « non », qui l’a d’ailleurs emporté ».
Elle reste trois ans sans être encartée nulle part, avant de rejoindre le Parti de Gauche en 2008. C’est à cette époque que le réalisateur Luc Decaster tourne État d’élue, documentaire qui fait le portrait de Françoise Verchère et qui sort en salle deux ans plus tard,. Le Canard Enchaîné parle d'un "film qui réconcilie avec la politique". Politis souligne que "cette femme illumine l’écran de sa sincérité et de sa ténacité à se battre pour un monde plus juste et plus respirable".

### Un combat contre le projet d'aéroport
Dans les années 2000, la question environnementale s’installe au premier plan de ses préoccupations politiques. Elle prend ainsi le mandat de vice-présidente du conseil général chargée de la qualité de l’eau et de l’assainissement. Mais c’est surtout son engagement contre le projet d’aéroport du Grand Ouest qui marque cette période. Ainsi, le 27 juin 2009, elle cofonde l’association Cedépa, qui regroupe les élus opposés à l’installation du nouvel aéroport à Notre-Dame-des-Landes.
Ce parti-pris fragilise sa position dans l’exécutif départemental de gauche, majoritairement acquis au projet de transfert. En 2010, elle rend ainsi sa délégation de vice-présidente du conseil général.
En 2014, Françoise Verchère se plaint d'avoir été "virée" de la commission consultative de l'environnement de l'aéroport de Nantes Atlantique.Avec le Cedépa, elle reste investie dans le combat contre l’installation de l’aéroport à Notre-Dame-des-Landes. "Dans la stratégie globale de la lutte, ce collectif jouait le jeu des institutions, ce qui est assez logique pour des élus, tout en flirtant avec l’indiscipline : s’enchaîner aux grilles de la préfecture, faire une grève de la faim, ne pas arrêter le combat après une consultation perdue", écrit-elle en 2022.

### Passage mouvementé par Anticor
En 2017, elle reçoit un prix éthique de la part d’Anticor pour avoir « combattu avec les armes du droit » le projet d’aéroport à Notre-Dame-des-Landes. L’année suivante, tandis qu’est annoncé officiellement l’arrêt du projet d’aéroport, Françoise Verchère rejoint le conseil d’administration de l’association. Elle devient aussi co-référente d’Anticor en Loire-Atlantique.
Ce mandat ne durera que deux ans ans. En 2020 en effet, après avoir plaidé aux côtés de neuf autres administrateurs pour « plus de transparence et une meilleure démocratie interne », elle se dit « virée » de l’association. La divergence porte sur la candidature du président d’Anticor à la mairie de Nice, jugée peu compatible avec la présidence d’Anticor, et sur l’acceptation d’importants dons provenant d’un homme d’affaires gérant sa fortune depuis le Luxembourg et Singapour, dont les fiscalités sont jugées proches de paradis fiscaux. À la suite de ces révélations, l'association perd son agrément lui permettant de se porter partie civile.

## Publications
- Dictio-maire, petit traité à l’usage des citoyens curieux, éditions Siloë, Nantes, 2009.
- Notre Dame des Landes, la fabrication d’un mensonge d’État, éditions Tim Buctu, La Colle sur Loups, 2016
- Chapitre « Témoignage sur le fiasco de Notre-Dame-des-Landes » (p. 245 à 251) in Démocratie écologique, une pensée indisciplinée, éditions Hermann, 2022.

## Distinctions
- Chevalier de l'ordre national du Mérite, 1997[21].